# R-Type
R-Type é um vídeo jogo arcade de tiro bidimensional de nave (tipo shoot'em up), lançado pela fabricante de software japonesa Irem e lançado em 1987 apenas no Japão, com uma resolução gráfica de 384 x 256 pixel e uma paleta de 512 cores. Este  ganhou uma versão similar para o console Master System, da empresa Sega, tornando-o bastante popular também no Ocidente, sobretudo nos Estados Unidos.

## Enredo
O jogo conta a história da nave R-9, que em busca de paz para a raça humana, luta contra o império Bydo.

## Lançamentos
Na versão para os consoles, R-Type possuía 4 megabit de dados e era praticamente similar ao arcade em todos os aspectos, como: efeitos sonoros, gráficos, dificuldade e jogabilidade. Logo, em 1989, a Irem lançou o R-Type II para o arcade, com gráficos e som melhorados, mas mantendo a essência do primeiro jogo. Este em 1991, ganhou uma versão um pouco modificada para o console Super Nintendo, com o nome Super R-Type. Em 1992, foi lançado também o R-Type Leo, somente para arcade. Em 1994, a Irem lançou para o Super Nintendo o game R-Type III, apresentando um dos mais atraentes jogos de tiro de sua geração.
Depois de um longo período, ele reapareceria no console da Sony, o PSX na versão R-Type Delta, com gráficos modernos da 6.ª geração de consoles, mas mantendo a essência do enredo. Em seguida, foi lançado para o console PlayStation2 o R-Type Final, considerado um dos mais difíceis da série. Sua última aparição deu-se em 2008, com o inovador R-Type Command, para PSP, game que mesclava tiro espacial com estratégia, tendo apenas recepção mediana pelo público e pela imprensa especializada.
A série R-Type é lembrada pelos veteranos jogadores de vídeo game como um dos mais belos jogos de tiro já lançados para o vídeo game, com sua concepção  futurista original e estilo único.
Em 2021, o jogo R-Type Final 2, produzido pela desenvolvedora Granzella através de financiamento coletivo na ferramenta Kickstarter, a sequência de R-Type Final, será lançado para computador (Steam), PlayStation4, Switch, Xbox One e, Xbox Series.

## Versões
- R-Type II (1989)
- Armed Police Unit Gallop (1991)
- Super R-Type (1991)
- R-Type Leo (1992)
- R-Type III: The Third Lightning (1993)
- R-Type Delta (1998) / US version (1999)
- R-Type DX (1999)
- R-Type Final (2003)
- R-Type Command (2007)
- R-Type Dimensions (2009)[4]
- R-Type Android (2011)[1]
- R-Type Final
- R-Type Final 2[2]